# Motor Hyundai Kappa
La sèrie Kappa és el nom que reben una nova generació de motors de 4 cilindres fabricats per Hyundai Motor Company. Compleixen la normativa EURO 4 en l'actualitat.
S'espera que el Hyundai i20 també rebi aquest nou motor.

## 1.2
Hyundai va anunciar el 15 de juliol de 2008 que iniciaria la producció del motor 1.25L a la planta de Chennai, Índia. Aquest és d'arquitectura DOHC, amb l'intake manifold de plàstic i el bloc i culata d'alumini; aquesta configuració permet deixar el pes del motor en solament 84 kg. El seu sistema d'injecció és MPI amb el sistema RLFS; té un diàmetre (bore) de 71 mm i una carrera (stroke) de 75.6 mm; la seva compressió és de 10.5; el desplaçament del motor (cilindrada) és de 1.197 cc. La potència d'aquest motor és de 80 cv @ 5200 rpm i la torsió és de 112 N·m @ 4000 rpm.
Vehicles que equipen aquest motor:
- 2008-actualitat: Hyundai i10

## 1.25
Es tracta del mateix motor esmentat però presenta diferències en la carrera (stroke), que és més llarga: 78.8 mm, quedant el desplaçament en 1.248 cc. Té les mateixes especificacions respecte de compressió del motor anterior; aquest serà ofert pels vehicles que es comercialitzin al mercat europeu. La seva potència varia en un rang de 77 cv @ 6000 rpm a 77.8 cv @ 6000 rpm i la torsió de 116 N·m @ 4000 rpm a 118 N·m @ 4000 rpm.
Vehicles que equipen aquest motor:
- 2008-actualitat: Hyundai i10